# کافادارچی
شهر کافادارچی (به مقدونی: Кавадарци) با جمعیت  ۳۸٫۷۴۱   نفر  در استان فاردار کشور مقدونیه شمالی واقع شده‌است.